# Thedinghäuser Vorgeest
Die Thedinghäuser Vorgeest ist eine naturräumliche Haupteinheit innerhalb der naturräumlichen Großregion des Zentralen Norddeutschen Tieflandes. Sie ist Bestandteil der des Naturraums der Weser-Aller-Flachlandes.

## Naturräumliche Gliederung
Die Thedinghäuser Vorgeest gliedert sich naturräumlich in folgende naturräumliche Untereinheiten:
- (zu 62 Weser-Aller-Flachland)
  - 621 Thedinghäuser Vorgeest
    - (621.0 Thedinghäuser Vorgeest)[3]
      - 621.00 Delmenhorster Talsandplatten
      - 621.01 Bruchhausener Bruch-Niederungen
      - 621.02 Thedinghäuser Terrasse
      - 621.03 Martfelder Terrasse

Begrenzt wird die Thedinghäuser Vorgeest im Süden durch das Mittelwesertal, im Südwesten von der Naturräumlichen Haupteinheit der Syker Geest, im Westen von der Naturräumlichen Haupteinheit der Delmenhorster Geest, im Norden durch die Haupteinheit der Wesermarschen sowie im Osten durch das Verdener Wesertal.

## Lage
Die Thedinghäuser Vorgeest umfasst große Teile des Stadtgebiets von Delmenhorst, der zu Bremen gehörende Ortsteil Huchting, Teile der zum Landkreis Diepholz gehörenden Gemeinden Syke und der Samtgemeinde Bruchhausen-Vilsen sowie Teile der zum Landkreis Verden gehörenden Samtgemeinde Thedinghausen.
Insgesamt umfasst die Thedinghäuser Vorgeest eine Fläche von 449 km².

## Naturraum
Bei der Thedinghäuser Vorgeest handelt es sich um eine strukturreiche Kulturlandschaft, die den Übergang zwischen der Hohen Geest und dem Wesertal darstellt. Sie ist geprägt von geringen Höhenunterschieden, die im Mittel bei etwa 8 m NN, im Norden sogar bei 3 m NN liegen und somit als potenziell sturmflutgefährdet gelten. Höchste Erhebungen finden sich in den südlichen Bereichen der Thedinghäuser Vorgeest mit 8 bis 10 m NN im Bereich der Thedinghäuser Terrasse, sowie in der Martfelder Terrasse, wo Geländehöhen von 10 bis 12 m NN erreicht werden. Für die Niederungsbereiche sind Erlenbestände charakteristisch, nur an den Rändern zur hohen Geest finden sich an trockenen Standorten Nadelwaldbestände.
Geprägt wird der Naturraum von Sandböden sowie in ungünstigen Niederungslagen von Niedermooren. Entstanden ist er während der Weichsel-Kaltzeit, als die von der hohen Geest kommenden Vorfluter unter periglazialen Bedingungen große Mengen an Sand heranführten und am Fuße der Geest im Weser-Aller-Urstromtal in Form von Schwemmfächern ablagerten.
Massiver Raubbau an der Natur durch die bis zu den Agrarreformen des 19. Jahrhunderts üblichen Plaggenwirtschaft im Rahmen des Ewigen Roggenbaus führten ab dem Hochmittelalter auch in der Thedinghäuser Vorgeest zur Bildung großflächiger Heidelandschaften mit den für sie charakteristischen Podsolen, die an besonders ungünstigen Stellen vergleyt sind. Diese Heidelandschaften kommen heute noch in überlieferten Flur- und Ortsnamen zum Ausdruck.
Mit der Einführung von Mineraldüngern und der Aufteilung der Allmenden wurden diese Heideflächen in Ackerland umgewandelt bzw. an den für die Landwirtschaft sehr ungünstigen Standorten der Binnendünen mit Kiefermonokulturen aufgeforstet. Im Umland Bremens kam es im Rahmen der Industrialisierung, v. a. aber nach dem II. Weltkrieg zu einem massiven Siedlungsausbau.

## Kulturlandschaft

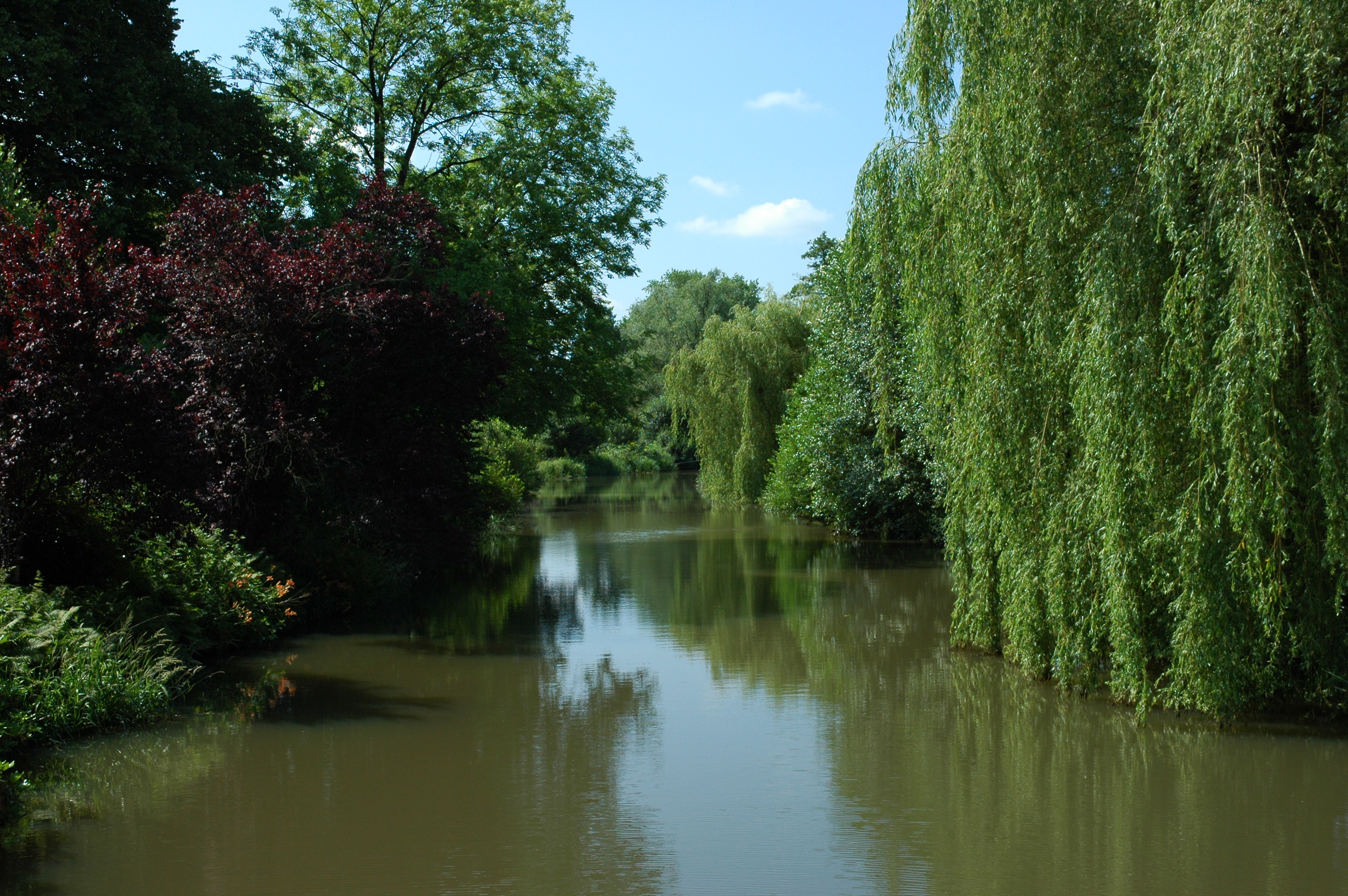
Delme im Bereich der Thedinghäuser Geest

Bei der Thedinghäuser Vorgeest handelt es sich um einen im Großraum Bremen dicht besiedelten Naturraum mit alten Haufendörfern in den hochwassersicheren Bereichen. Wichtigstes Siedlungszentrum ist die Stadt Delmenhorst, die in der zweiten Hälfte des 19. Jahrhunderts auf Grund ihrer Nähe zur Hansestadt Bremen und seiner verkehrsgünstigen Lage an der 1867 eröffneten Bahnstrecke Oldenburg–Bremen zu einem wichtigen Industriestandort wurde und sich ab 1870 rasch von einer kleinen Ackerbürgerstadt am Übergang der alten Fernhandelswege der Friesischen und der Flämischen Straße über die Delme zu einer Industriestadt wandelte. In der Boomphase nach dem Zweiten Weltkrieg fand hier ein weiterer massiver Siedlungsausbau statt, der auch die Gemeinde Stuhr sowie den zu Bremen gehörenden Stadtteil Huchting betraf. Ausgenommen vom Siedlungsausbau blieben im direkten Bremer Umland die hochwasser- und sturmflutgefährdeten Gebiete im Bereich der Ochtumniederung sowie die peripher gelegenen Teile südlich der Gemeinde Stuhr.
In den nicht vom massiven Siedlungsausbau betroffenen Teilen des Naturraums Thedinghäuser Geest ist die Landwirtschaft prägendes landschaftliches Element. Während auf den trockeneren Standorten Ackerbau betrieben wird, herrscht an den feuchten Standorten Grünlandwirtschaft vor. Charakteristisch für das Landschaftsbild an den feuchten Standorte sind die linienförmigen Erlenbestände an den entlang der Flurstücksgrenzen verlaufenden Entwässerungsgräben, die dem Naturraum sein teilweise parkähnliches Landschaftsbild verleihen.

## Naturschutzgebiete
Von erheblicher naturschutzfachlicher Bedeutung sind die zahlreichen durch Deichbrüche entstandenen Kolke in den von Weserhochwassern und von Sturmfluten bedrohten Bereichen. Auf Grund des sandigen Untergrundes entstanden hier zahlreiche Stillgewässer, wie etwa die Sandhauser Brake und die Schwarze Brake im nördlichen Stadtgebiet von Delmenhorst. Insgesamt stehen etwa 1,3 % der Gesamtfläche der Thedinghäuser Geest unter Naturschutz. Von erheblicher naturschutzfachlicher Bedeutung ist auch dichte Netz an Entwässerungsgräben im Bereich der Ochtumniederung, die eine wichtige Funktion als Hochwasserspeicher besitzen.

## Flüsse
Wichtigste Vorfluter der Thedinghäuser Vorgeest ist die Ochtum, deren Quellfluss Hache sowie deren Nebenflüsse Delme und Varreler Bäke. Im Raum Thedinghausen ist die Eyter ein zur Weser hin entwässernder Vorfluter. Hohe Grundwasserstände sowie eine ständige Hochwassergefährdung machen das Vorhalten eines umfangreichen Netzes aus Entwässerungsgräben notwendig.